# Кичун Григорій

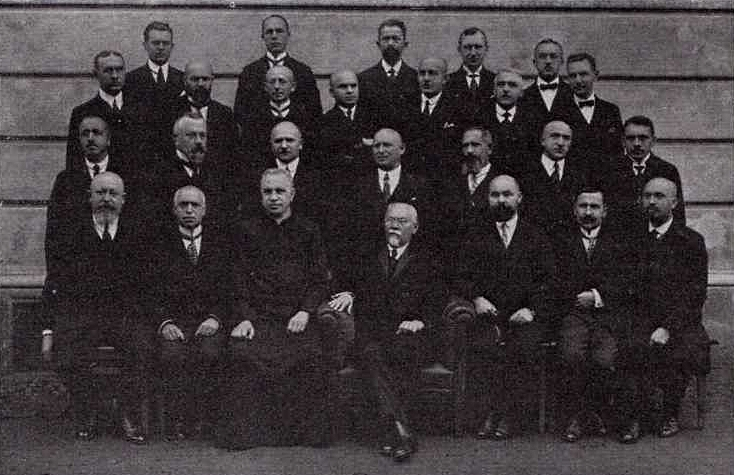
Григорій Кичун сидить п'ятий зліва.

Григорій Кичун (8 квітня 1886, Жужеляни — 10 грудня 1927, Станиславів) — український громадський діяч і педагог, професор, директор Станиславівської української гімназії. Засновник «Пласту» в Станиславові.

## Життєпис
Григорій Кичун народився 8 квітня 1886 року в селі Жужель (нині Жужеляни Сокальського району). Закінчив Львівську академічнічну гімназію. Навчався у Львівському, Віденському та Ґрацькому університетах.
Започаткував перші гуртки «Пласту» при цісарсько-королівській українській гімназії на вул. на Липовій (нині Шевченка, 44). Одним із перших вихователів там був Дмитро Вітовський.
Під час Першої світової війни — старши́на Австрійської армії. У 1915 році на два роки потрапив у російський полон. У часи Українських визвольних змагань працював у Державному Секретаріяті освіти.
Після війни викладав у Станиславівській українській гімназії. Після переходу Миколи Сабата у Львівську академічну гімназію став директором закладу. Після Кичуна директором гімназії став професор Данило Джердж.
Григорій Кичун передчасно пішов з життя 10 грудня 1927 року. Був похований на Станиславівськім цвинтарі (нині на його місці Івано-Франківський меморіальний сквер).